# Ургентни центар (српска ТВ серија, 3. сезона)
Трећа сезона серије Ургентни центар премијерно је почела са емитовањем 15. септембра 2020. године и броји 70 епизода.

## Опис
Серија прати рад здравствених радника у Ургентном центру у Београду.

## Улоге

### Главне
- Драган Мићановић као др Алекса Радак
- Слобода Мићаловић као медицинска сестра Марта Вуковић
- Иван Босиљчић као др Немања Арсић (главни: епизоде 1-42; гост: епизода 59)
- Иван Ђорђевић као др Лука Ковач (главни: епизоде 43-70; епизодни: епизоде 39-41)
- Дубравка Мијатовић као др Сара Коларов
- Милан Колак као Дамјан Мештеровић (главни: епизоде 2-70; гост: епизода 1)
- Иван Јевтовић као др Рефик Петровић (епизоде 2-70)
- Марија Вицковић као др Симонида Коњовић (епизоде 2-70)
- Бане Видаковић као др Димитрије Принцип (епизоде 2-70)
- Марина Ћосић као Нина Никчевић (главни: епизоде 2-42; епизодни: епизоде 43-44)
- Оља Левић као др Тамара Мацановић (главни: епизоде 43-70; епизодни: епизоде 39-42)
- Никола Вујовић као др Максим Ракочевић (епизоде 2-70)

### Епизодне
| Лекари и студенти - Ања Мит као др Марина Велимировић - Александар Стоименовски као студент Велимир Алексић - Жељко Димић као др Дарио Ковачевић - Никола Брун као студент Васа - Теодора Вујиновић као студенткиња Лидија - Марица Вулетић као др Марковић - Александар Ћурчић као др Захаријевић - Бојан Белић као др Томислав Гарић - Воја Брајовић као др Гвозден Цвијановић - Момчило Мурић као др Делибашић - Петар Милићевић као др Матија Росић - Јована Стевић као др Мирјана Настасијевић - Јован Бастић као др Качар - Јелена Живковић Ристић као студенткиња Лана Николић - Милан Пајић као студент Видан Мандић - Боба Стојмировић као др Костић - Ненад Маричић као др Андрија Бандић - Франо Ласић као др Јоже Видмар - Димитрије Стојановић као др Никола Властић - Милутин Вешовић као др Елезовић - Михаела Стаменковић као др Снежана Лечић - Ана Ђорђевић као др Мартина Шимић - Александар Баошић као др Коста Ерак - Ђорђе Драгичевић као др Стеван Божовић - Албин Салиновић као др Растко Јулић - Стефан Миливојевић као студент Митар - Аљоша Ђиђић као студент Коља - Јован Игњатовић као студент Милош - Јован Мијовић као др Пријовић - Радомир Николић као др Стоименов - Биљана Михајловић као др Јокановић - Миљана Кравић као др Ана Пејовић - Златко Ракоњац као др Дејан Димов - Бранко Цвејић као др Горан Мешовић - Ана Стефановић као др Гонцић - Милица Мајкић као др Викторија Бела "Дијана" Маровић - Петар Миљуш као др Пајић Болничари - Зинаида Дедакин као сестра Љиљана Милановић - Горица Регодић као сестра Жика - Даница Тодоровић као сестра Стана - Маја Николић као сестра Маја - Јана Михаиловић као сестра Хана - Тијана Вишковић као сестра Нада Ерић - Милена Живановић као сестра Вања Кокотовић - Анђела Станојевић као сестра Биба | Запослени и хитна помоћ - Немања Јаничић као портир Љубомир Марковић - Танасије Ћакић као болничар Горан - Миливој Борља као болничар Миша - Ивана Вуковић као болничарка Ива - Страхиња Блажић као болничар Стрибор - Ирена Вучковић као социјална радница Анета Неговановић - Томислав Радосављевић као техничар Корић - Милена Божић као техничарка Ружа - Тијана Упчев као социјална радница Дора - Весна Ђурковић као социјална радница Данка - Ђорђе Николић као техничар Филип Бабић - Мина Манојловић као болничарка Тијана Породица - Никола Малбаша као Виктор Мештеровић - Дарко Ивић као муж Нине Никчевић - Бранка Петрић као Ксенија Мештеровић - Тодор Јовановић као Константин Принцип - Милица Стефановић као Јасна Радић - Вук Јагодић као Војин Петровић - Горан Султановић као Владимир Радак - Марија Опсеница као Иванка Радак - Милан Кочаловић као Јован Мештеровић - Јелена Радосављевић као Емилија Принцип - Тамара Белошевић као Сандра - Небојша Кундачина као Часлав Коњовић - Дуња Вулић као Уна Радак - Ана Секулић као Нађа Несторовић - Владимир Ковачевић као инспектор Данило Марковић - Ивана Вукчевић као Елена Драгић - Ивана Недовић као Вида Радак - Давид Ивановић као Јован - Маја Новељић Ромчевић као Љубина Коњовић - Бранка Пујић као Олга Кос |

Остали
- Зорана Бећић као инспекторка Горанић
- Љубомир Николић као Маре продавац

## Епизоде
| Бр. еп. (укупно) | Бр. еп. (у сезони) | Наслов                                 | Редитељ                       | Сценариста                                                     | Премијера           |
| --- | ------------------ | -------------------------------------- | ----------------------------- | -------------------------------------------------------------- | ------------------- |
| 77 | 1                  | „Очеви и синови”                       | Катарина Живановић            | Неда Радуловић, Јелена Вуксановић, Неда Гојковић и Вида Басара | 15. септембар 2020. |
| Немања је отишао у Ужице на сахрану оцу. Тамо је срео другарицу из детињства Марту Вуковић, а потом су се њих двоје нашли са својим другом из детињства Алексом Радаком. Немању је у току сахране звала Сара како би му саопштила трагичне вести − човек коме је због погрешне дијагнозе ћерка умрла побио је Марка, Катарину и Ристића. |                    |                                        |                               |                                                                |                     |
| 78 | 2                  | „Парада наказа”                        | Александра Елчић Челановић    | Неда Радуловић, Јелена Вуксановић, Неда Гојковић и Вида Басара | 16. септембар 2020. |
| Лекари и особље ургентног центра суочавају се са првом годишњицом трагедије која се десила у болници. Немања Арсић најтеже подноси овај дан и само обележавање годишњице. Рефик Петровић и Симонида Коњовић добијају прилику да заједно раде на изузетно и ретко занимљивом случају, иако постоји одређена нетрпељивост између њих. После, како је Рефик веровао, успешно компликоване операције на дечаку, случај се компликује, као и стање младог пацијента. Отац дечака почиње да сумња да је у питању грешка лекара. Нина Никчевић добија отказ у Ургентном центру, због мањка средстава у буџету, али заправо сматра да је разлог то што је у другом стању и почиње њена борба за радно место и константни сукоби са Саром Коларов. |                    |                                        |                               |                                                                |                     |
| 79 | 3                  | „Ометање истраге”                      | Александра Елчић Челановић    | Неда Радуловић, Јелена Вуксановић, Неда Гојковић и Вида Басара | 17. септембар 2020. |
| Љубав између Немање и Марте враћа свој стари сјај и они су све ближе одлуци да обелодане своју везу. Наставља се Нинина борба за радно место: сестра Љиља је води у невладину организацију која се бави борбом за права мајки и будућих мајки. Рефик и Симонида опет добијају прилику да се докажу у тешком и компликованом случају, а њихов претходно лош однос добија шансу да постане другачији. Дамјан сазнаје да његова породица гледа на његово бављење медицином као на игру и нешто пролазно. Мисли са овог дешавања скреће му случај породичног насиља, са којим се сусреће на радном месту. Дамјана хапсе, због чега се дешава велика пометња у Ургентном центру. Марина помаже Дамјану, што ће утицати на продубљивање њиховог односа. |                    |                                        |                               |                                                                |                     |
| 80 | 4                  | „Је л' видиш исто што и ја?”           | Александра Елчић Челановић    | Неда Радуловић, Јелена Вуксановић, Неда Гојковић и Вида Басара | 22. септембар 2020. |
| Централни случај ове епизоде је случај жртве сексуалног напада. Доктори ће још једном показати да су јунаци топлог срца, покушавајући да жртви олакшају пролазак кроз трауму. Екипи лекара се придружује Ксенија Мештеровић, Дамјанова бака, која ће финансијски помоћи сестри Марти да оствари своју жељу: да отвори свратиште и додатно помаже људима којима је помоћ потребна. Сестра Марта безуспешно покушава да пронађе замену за викенд, како би провела дан са Немањом али и покушава свима да саопшти да је с њим у вези, а и Немања одлучује и он да каже нешто. Дамјан сазнаје да његов брат користи наркотике па с њим долази у озбиљан сукоб. |                    |                                        |                               |                                                                |                     |
| 81 | 5                  | „Мисли на нешто лепо”                  | Александра Елчић Челановић    | Неда Радуловић, Јелена Вуксановић, Неда Гојковић и Вида Басара | 23. септембар 2020. |
| Нина Никчевић доживела је страшну ствар. Након сазнања да је у другом стању, судбина је ипак имала друге планове. Немања жели да запроси Марту и из тог разлога је ишао код њене мајке што се њој није свидело јер је са својом ћерком прошла кроз њен раскид са Немањом и напуштање студија медицине због њега. Због тога Мартина мама долази у Ургентни да разговара са својом ћерком о свему. Син Димитрија Принципа, директора Ургентног, долази у УЦ где мора опет на дијагностику након борбе са тумором, а Алекса има задатак да помогне малом болеснику да преброди све и прихвати поновни долазак и у томе му помаже Нина Никчевић коју је Димитријев син заволео што јој је донело Димитријеву неочекивану захвалност. У Ургентни центар долази старија болесница за коју је могуће још једна жртва силоватеља који је неколико дана раније силовао другу жену чији је случај потресао све запослене у УЦ. Др Симонида води озбиљну борбу за болесницу Ержебет која је задобила теже повреде у саобраћајној несрећи у којој је изгубила и мајку. Такође, она улази у озбиљан сукоб са својим надређеним, др Максимом Ускоковићем, тиме што жели да доведе другог лекара да оперише болесницу са којим Максим и није у најбољим односима. |                    |                                        |                               |                                                                |                     |
| 82 | 6                  | „Оштро олакшање”                       | Александра Елчић Челановић    | Неда Радуловић, Јелена Вуксановић, Неда Гојковић и Вида Басара | 24. септембар 2020. |
| Др Сара примећује да је Нина узнемирена због спонтаног побачаја. Тај тужни догађај опет спаја пријатељице које које су биле пре у сукобу због отказа а затим Нининог враћања на посао. Немања прича о својим плановима о просидби Марте, са др Алексом, али ствари неће испасти како је он планирао. Др Принцип долази код Нине да моли за помоћ: да наговори његовог сина да пристане на операцију, јер се зближила са њим. Марта упознаје новог техничара Стрибора са којим иде на терен и са којим ће се десити оно што је најмање очекивала. У Ургентни доводе још једну жртву напада серијског силоватеља, с разликом што ова жртва није преживела напад. Др Алекса Радак тражи помоћ од познатог новинара Машана Лекића, који жели да у својој емисији говори о овој теми, јер је осумњичени даље на слободи, при чему су се њих двојица договорили да сниме изјаву. Дамјан схвата да му је брат озбиљни наркоман и покушава му помоћи. Рефик и Симонида одлучују да се опусте на крају напорног дана, несвесни у ком смеру то дружење може да оде. |                    |                                        |                               |                                                                |                     |
| 83 | 7                  | „Мештеровићев избор”                   | Катарина Живановић            | Неда Радуловић, Јелена Вуксановић, Неда Гојковић и Вида Басара | 29. септембар 2020. |
| У Ургентни центар довозе још једну жртву серијског силоватеља, али за њом стиже и сам силоватељ који је такође повређен. Дамјан се суочио са људском недоумицом - да ли чудовишту које је силовало толико жена помоћи или не. Због овога је дошао у сукоб са Марином. Након што је Немањи признала да се пољубила са Стрибором, Марта се опет срела са Стрибором али овај пут их је Немања видео загрљене. Мартина и Немањина веза је на озбиљном испиту. Између Симониде и Рефика десио се разговор који је Рефик најмање очекивао, а тиче се њиховог личног односа. |                    |                                        |                               |                                                                |                     |
| 84 | 8                  | „Породична пракса”                     | Катарина Живановић            | Неда Радуловић, Јелена Вуксановић, Неда Гојковић и Вида Басара | 30. септембар 2020. |
| Након повреде ноге, услед које је завршила на болничком лечењу, Алекса схвата да његова мајка има неуролошких проблема. Током боравка у свом родном граду, Алекса покушава да поправи свој нарушени однос са оцем Владимиром, који, као војно лице, никад није био присутан код куће, што је довело до нарушавања њихових породичних односа. Почињу да испливавају породичне тајне и Алексино суочавање са самим собом. |                    |                                        |                               |                                                                |                     |
| 85 | 9                  | „Катастрофа”                           | Катарина Живановић            | Неда Радуловић, Јелена Вуксановић, Неда Гојковић и Вида Басара | 1. октобар 2020.    |
| Десила се велика експлозија у рафинерији у Панчеву и има много повређених. Докторка Симонида је на лицу места где покушава да помогне повређенима. Немања још увек није повратио поверење у Марту. Стигао је први повређени из рафинерије. Ускоро потом, Сара пада у несвест, од тровања и запослени схватају да је са повређенима у УЦ стигао и бензен, којим су њихова радна одела натопљена. Дамјан мора да преузме контролу над УЦ јер је Сара онеспособљена. Проглашено је ванредно стање у УЦ-у, почиње озбиљна борба свих запослених, спашавање болесника. Катастрофа мора да се држи под контролом. |                    |                                        |                               |                                                                |                     |
| 86 | 10                 | „Старатељ мог брата”                   | Катарина Живановић            | Неда Радуловић, Јелена Вуксановић, Неда Гојковић и Вида Басара | 6. октобар 2020.    |
| Дете у тешком стању стиже у Ургентни центар. Немања схвата да се дете отровало, али не зна чиме. Покушава од породице да сазна шта је дечак попио, али почиње да се одвија клупко породичних тајни, злостављање деце. Шесторо младих људи нађено је у стању предозираности дрогом, међу њима и Виктор, Дамјанов брат од стрица. Почиње борба за његов живот, али и Дамјанова борба за кривицом, јер није обавестио породицу да се Виктор дрогира, па би можда они нашли бољи начин да помогну. Симонида и Рефик настављају да флертују, али то неће добро утицати на ток њене каријере, јер ће од свог ментора доживети нешто чему се није надала. |                    |                                        |                               |                                                                |                     |
| 87 | 11                 | „Крвави неред”                         | Катарина Живановић            | Неда Радуловић, Јелена Вуксановић, Неда Гојковић и Вида Басара | 7. октобар 2020.    |
| Немања не жели да продужи свој уговор у УЦ, што постаје озбиљан проблем. Симонида жели да промени ментора, с обзиром на то да је од свог досадашњег ментора, др Ускоковића доживела оно што није очекивала - непристојну понуду. Рефик покушава да усклади приватно и пословно, али се то одражава на његову концентрацију. Дешава се несрећа у којом колима удари жену, а и здравље његовог детета није добро. Стање сина др Принципа се погоршало: рак му се вратио. Нина то тешко подноси, јер се везала за њега и забринута је како ће то поднети дете које је пола живота провело по болницама, у борби за свој живот. Виктор, Дамјанов брат, након инцидента са предозирањем, има оштећење мозга. Дамјан покушава да му помогне у опоравку, за који није сигуран да је могућ. |                    |                                        |                               |                                                                |                     |
| 88 | 12                 | „Реакција храбрости”                   | Коста Ђорђевић                | Неда Радуловић, Јелена Вуксановић, Неда Гојковић и Вида Басара | 8. октобар 2020.    |
| Немања покушава да оформи педијатријско одобрење у УЦ, што се не свиђа Сари. Константин Принцип мора да се подвргне новој, експерименталној терапији. Његово стање се убрзо погоршава. Симонида константно води борбу за своју каријеру. Дамјан коначно се осмелио да на састанак позове Марину, али се то не заврши онако како је он очекивао. Сестра Марта бори се за своје прихватилиште, за коју је прво добила донаторски уговор, а касније је донација, због чега Марта неће бити у могућности да помаже. Дамјан ће замолити своју баку, чија је фондација и дала донацију прихватилишту сестре Марте, да настави да финансира овај хумани пројекат. Др Цвијановић и Рефик долазе у велики сукоб, због операције коју су заједно урадили. Др Петровић оптужује респектованог др Цвијановића за грешку. |                    |                                        |                               |                                                                |                     |
| 89 | 13                 | „Нијансе сиве”                         | Коста Ђорђевић                | Неда Радуловић, Јелена Вуксановић, Неда Гојковић и Вида Басара | 13. октобар 2020.   |
| Припреме за сахрану сина др. Принципа су у току. Др. Принцип је посебно захвалан Нини која је бринула о њему док је био у болници и предао јој је последњи дар свог сина. Др. Рефик и др. Цвијановића објашњавају пред комисијом читав поступак операције и радње које су предузели у нади да ће дати боље исходе, а које су се показале погрешним. |                    |                                        |                               |                                                                |                     |
| 90 | 14                 | „Због ранијег кајања и будућег страха” | Коста Ђорђевић                | Неда Радуловић, Јелена Вуксановић, Неда Гојковић и Вида Басара | 14. октобар 2020.   |
| Максим позива Симониду да изађу, ипак њој је драже Рефиково друштво. Љубав између Марте и Арсића је поново на испиту. Алекса саопштава тешком пацијенту да му није много остало од живота. |                    |                                        |                               |                                                                |                     |
| 91 | 15                 | „Пате мала деца”                       | Коста Ђорђевић                | Неда Радуловић, Јелена Вуксановић, Неда Гојковић и Вида Басара | 15. октобар 2020.   |
| Немања није пријавио другим надлежним лекарима шта се дешава са малим Јаковом, бебом која је упала у апстиненцијалну кризу јер му је мајка хероинска зависница. Радио је на своју руку, предузимао ризичне поступке и то сада ствара велике проблеме свима. |                    |                                        |                               |                                                                |                     |
| 92 | 16                 | „Рупа у срцу”                          | Коста Ђорђевић                | Неда Радуловић, Јелена Вуксановић, Неда Гојковић и Вида Басара | 20. октобар 2020.   |
| Немања је сазвао хитан састанак у вези бебе Јакова, али није рекао ни Сари ни Алекси за то. Још више се стање усложило кад у УЦ стигне бебина мајка и тражила да од Немање да јој уради исти поступак као и детету. Сара је из разговора са Димитријем Принципом схватила да јој је радно место угрожено. Симонида је добила отказ од др. Ускоковића, али покушава да остане у Ургентном центру. Старо пријатељство између Немање Арсића и Алексе Радака угрожено је услед Немањиних поступака. |                    |                                        |                               |                                                                |                     |
| 93 | 17                 | „Дан за Николићеву”                    | Александра Елчић Челановић    | Неда Радуловић, Јелена Вуксановић, Неда Гојковић и Вида Басара | 21. октобар 2020.   |
| Нова студенткиња медицине Лана Николић стиже у Ургентни центар и започиње своју прву смену. Сви у УЦ труде се да јој помогну у сналажењу и показују како ствари у пракси функционишу. Арсић и Коларова се сукобљавају око услова његовог рада након неодобрене детоксикације. Случај са који се суочава тим УЦ је радник који је пао на градилишту, за чији живот се боре. Симонида је коначно пронашла начин да превазиђе проблем са др Ускоковићем, који јој је дао отказ из освете, због њене везе са Рефиком. |                    |                                        |                               |                                                                |                     |
| 94 | 18                 | „Делић секунде”                        | Александра Елчић Челановић    | Неда Радуловић, Јелена Вуксановић, Неда Гојковић и Вида Басара | 22. октобар 2020.   |
| Рефик сазнаје да његов син има озбиљно оштећење слуха , што он не може да прихвати. Симонида се и даље бори за своје место у УЦ, али долази њен отац, уважени лекар и предлаже јој да се пресели у Москву и ради са најновијом технологијом. Сара и Немања улазе у све дубљи конфликт, који утиче и на друге односе међу колегама. Дамјан сазнаје да му је коначно одобрена плата, што за њега представља малу личну победу, након свађе са баком и одбијањем њених финансија. Алекса Радак озбиљно разматра опцију да преузме и место координатора Хитне помоћи. |                    |                                        |                               |                                                                |                     |
| 95 | 19                 | „Они лече, је л' да”                   | Александра Елчић Челановић    | Неда Радуловић, Јелена Вуксановић, Неда Гојковић и Вида Басара | 27. октобар 2020.   |
| Рефик на све стране покушава да помогне сину, којем је слух озбиљно оштећен и за чију операцију би требало да скупи 22.000 евра. Он и Јасна проводе време са сином што доводи до сукоба између Симониде и њега. Немања је сазнао да је постао начелник педијатријског одељења УЦ-а. Та вест је продубила сукоб између њега и Саре, која је иначе јако разочарана, с обзиром на то да постоји могућност да не буде изабрана на место начелнице УЦ-а. Немања се суочио и са изузетно тешким случајем: доводе му девојчицу за коју почиње да сумња да има рак и да ће можда морати да јој одстране ногу. |                    |                                        |                               |                                                                |                     |
| 96 | 20                 | „Чин нестајања”                        | Александра Елчић Челановић    | Неда Радуловић, Јелена Вуксановић, Неда Гојковић и Вида Басара | 28. октобар 2020.   |
| Марта саопштава Немањи да је можда трудна. Његова реакција је за њу право изненађење. Симонида прелази на ново одељење као специјализант где је дочекује намргођени доктор који јој одмах пребацује да је направила пропусте. Пред њом је много посла, па чак и оно што није у опису лекара. Максим Ускоковић долази у конфликт са колегама због својих одлука. Девојчица која је била Немањин пацијент, ипак је морала на ампутацију ноге, али да ли је могло да се учини нешто за њу а сам Немања мисли да је могло. |                    |                                        |                               |                                                                |                     |
| 97 | 21                 | „Лакрдија”                             | Александра Елчић Челановић    | Неда Радуловић, Јелена Вуксановић, Неда Гојковић и Вида Басара | 29. октобар 2020.   |
| У Ургентни центар стиже трудница за коју Алекса након прегледа закључује да је умислила да је трудна. Дали су јој седативе и сазнали да болује од шизофреније. Међутим, испоставило се да је болесница ипак у другом стању и да лекови које је примила могу да утичу изузетно лоше на плод. Сара је упознала др. Видмара који је предлог за начелника Ургентног центра и он јој је главна конкуренција за то место. Дамјан је мислио да је студенткиња Лана Николић одговорна и савесна, али мишљење се променило када је присуствовао журци на којој су њена два друга узела прекомерну количину дроге. Рефик је пронашао Симониду у посети са надређеним и приметио да је он претрпава послом због чега је прекинуо стање, а Симонида је остала задивљена па су провели вече загрљени. Немања Арсић је јако озбиљно схватио место начелника педијатрије што му Марта замера и слути да се то неће добро завршити. Његова опседнутост полако почиње да утиче на њихову везу. |                    |                                        |                               |                                                                |                     |
| 98 | 22                 | „Залепљен за тебе”                     | Александра Елчић Челановић    | Неда Радуловић, Јелена Вуксановић, Неда Гојковић и Вида Басара | 3. новембар 2020.   |
| Немања је затрпан административним пословима од када је постао начелник педијатрије, што лоше делује на њега, јер има мање времена да се бави лечењем и помагањем деци. Марта му пружа велику подршку, али на испиту је њихова веза. Димитрије закључује да је Симонида заиста на погрешном месту које јој је додељено и да је њен надређени, др Бандић, далеко испод ње, по знању и искуству. Размишља да је можда пребаци код Рефика. Испрва, то Симониду одушевљава, али након разговора са Рефиком, остаје разочарана. Рефик је изговорио неке ствари које није очекивала. Дамјан је и даље у потрази за станом. Наилази на занимљив оглас. Када је позвао, јавља се др Сара Коларов. |                    |                                        |                               |                                                                |                     |
| 99 | 23                 | „Исцрпљеност и сукоб”                  | Катарина Живановић            | Неда Радуловић, Јелена Вуксановић, Неда Гојковић и Вида Басара | 4. новембар 2020.   |
| Марта се опет надала трудноћи, али није трудна. То почиње да утиче на њу, како приватно, тако и на послу. Са једном пацијенткињом потпуно је изгубила контролу. Симонида након непрекидног рада од преко 30 сати, због умора и деконцентрисаности, дала је једном од пацијената смртну дозу лека. Она преживљава и своју личну кризу. Дамјан добија задатак да оцени рад и напредак студенткиње Лане Николић. Али, случајно чује гласовну поруку коју је она снимила о њему. Следи суочавање на састанку са Алексом Радаком. |                    |                                        |                               |                                                                |                     |
| 100 | 24                 | „Добра борба”                          | Катарина Живановић            | Неда Радуловић, Јелена Вуксановић, Неда Гојковић и Вида Басара | 5. новембар 2020.   |
| У Ургентни центар стижу повређени отац и ћерка. Девојчица је у озбиљно тешком стању. Лекари су сазнали да ју је отац отео од мајке. Због специфичности њеног урођеног стања, девојчици живот може да спасе само очева крв − оца који је побегао. Марта је звала Немању да дође у Ургентни иако није био у смени. Сви присутни лекари удружили су знање и искуство како би помогли девојчици, али дошло је до сукоба између Немање и Рефика. За то време, Дамјан је саопштио својој девојци Нађи да мора да откаже виђање како би нашао девојчициног оца. И Лана Николић креће у потрагу. Лекари су у свом задатку наишли на опасна стања с' обзиром на то да се девојчицин отац бави незаконитим радњама. |                    |                                        |                               |                                                                |                     |
| 101 | 25                 | „Дечак”                                | Катарина Живановић            | Неда Радуловић, Јелена Вуксановић, Неда Гојковић и Вида Басара | 10. новембар 2020.  |
| Два повређена дечака од 9 година стижу у УЦ. Најбољи другови. Једног је ударио ауто, а други је упуцан. Ко је пуцао у дечака? Непознати човек наводно али истина ће се ускоро сазнати. Веза између Симониде и Рефика већ недељама је на испиту. Дошло је време за растанак. Др Снежана и Алекса проводе све више времена заједно, што примећују и сви око њих. Да ли је нова романса на помолу? |                    |                                        |                               |                                                                |                     |
| 102 | 26                 | „Чудотворац”                           | Катарина Живановић            | Неда Радуловић, Јелена Вуксановић, Неда Гојковић и Вида Басара | 11. новембар 2020.  |
| Љуба сумња да се нешто чудно дешава са др Снежаном, али изгледа да нико други не види ствари на исти начин. Неко је украо нотес Алексе Радака. Дамјан надљудским напорима спашава живот дечку који има 18 година. Али, да ли је довољно што је срце опет почело да куца, а дечко је мождано мртав? Да ли ће мајка дечка дозволити да органи њеног сина спасу нечији живот? Вера почиње да се укршта са медицином. Рефик доживљава велики притисак од свог надређеног др Ускоковића. Ускоковић долази да хитно оперише пацијента, након вечере, на којој је конзумирао алкохол. Долази до озбиљног сукоба у операционој сали. |                    |                                        |                               |                                                                |                     |
| 103 | 27                 | „Нико не воли Снежану Лечић”           | Катарина Живановић            | Неда Радуловић, Јелена Вуксановић, Неда Гојковић и Вида Басара | 12. новембар 2020.  |
| Клупко сумње око др. Снежане Лечић полако се одмотава. Да ли је она уопште лекарка? На које све начине је успела да обмане све? Да ли ће њена љубав према др. Радаку имати последице по његову безбедност? Лана је добила удварача и то смета њеном ментору Дамјану Мештеровићу. Немања је навикао да лечи децу са озбиљним дијагнозама, али неки случајеви остављају заиста дубок траг. |                    |                                        |                               |                                                                |                     |
| 104 | 28                 | „Лек”                                  | Ненад Огњеновић               | Неда Радуловић, Јелена Вуксановић, Неда Гојковић и Вида Басара | 17. новембар 2020.  |
| Др. Арсић примио је у Ургентном центру дечака у јако тешком стању са озбиљном дијагнозом и опет одлучио да лечи болесника огледним леком и да то сакрије. Др. Ускоковић размишља да Симониди врати стипендију што је њу спречило да Сари Коларов искрено одговори на питања о његовом понашању према женама и наводном полном узнемиравању. Алекса се нашао на озбиљној пословном пословном раскршћу. Да ли да оствари свој младалачки сан или прихвати стварност? |                    |                                        |                               |                                                                |                     |
| 105 | 29                 | „Дагицин избор”                        | Ненад Огњеновић               | Неда Радуловић, Јелена Вуксановић, Неда Гојковић и Вида Басара | 18. новембар 2020.  |
| Докторка Коларов је навалила да сазна истину о понашању др. Максима Ускоковића према женама у ургентном центру и да Симонида Коњовић сведочи о свом односу са њим. Међутим, др. Ускоковић је то сазнао и био спреман на све само да се истина не сазна, па чак и да упути озбиљне претње. Малом болеснику Немање Арсића је све лошије. Немања је предвидео да можда има још пар дана живота, али је ипак покушао да помогне дечаку и урадио оно што је потребно и поново заобишао прописе. Др. Мештеровић држи вежбе студентима. У уобичајеном делу вежбе, он је приметио да један од студената можда има озбиљну здравствену тегобу. Најтеже је саопштити лоше вести. |                    |                                        |                               |                                                                |                     |
| 106 | 30                 | „Олуја (1. део)”                       | Ненад Огњеновић               | Неда Радуловић, Јелена Вуксановић, Неда Гојковић и Вида Басара | 19. новембар 2020.  |
| Принцип је именовао Максима Ускоковића за начелника УЦ-a. Никоме та вест није по вољи, а нарочито женама које су биле на његовој мети. Максим одмах дели нова задужења Алекси и Сари Коларов, док они сазнају да је његово ново задужење да их надгледа. |                    |                                        |                               |                                                                |                     |
| 107 | 31                 | „Олуја (2. део)”                       | Ненад Огњеновић               | Неда Радуловић, Јелена Вуксановић, Неда Гојковић и Вида Басара | 25. новембар 2020.  |
| У Ургентни центар стижу деца повређена у судару аутобуса, али стижу и Немања и Нина Никчевић који су повређени у удесу. Немања је решио да да отказ. Да ли неко може да га убеди да не напушта посао? А Ургентни ће можда остати и без главне сестре Марте. |                    |                                        |                               |                                                                |                     |
| 108 | 32                 | „Богу иза ногу”                        | Иван Јевтовић                 | Неда Радуловић, Јелена Вуксановић, Неда Гојковић и Вида Басара | 26. новембар 2020.  |
| Рефик ће учинити све да заради новац за операцију свог сина зато одлази у Републику Српску, у забачено село, да лечи мештане. Његов пут није лак, локалци нису одушевљени његовим доласком. Ипак, десиће се ситуација у којој ће и мештани моћи да виде све предности доласка др Рефика. Полако почиње да схвата да у селу има много људи којима треба озбиљна помоћ. Трудница која има тешкоћа са притиском., дете са шећером без одговарајуће неге. |                    |                                        |                               |                                                                |                     |
| 109 | 33                 | „Дрвље и камење”                       | Ненад Огњеновић               | Неда Радуловић, Јелена Вуксановић, Неда Гојковић и Вида Басара | 1. децембар 2020.   |
| Возило хитне помоћи које неће да се покрене нападају хулигани, а унутра се налази већ један повређени. Алекса говори Дамјану да са младим пацијентом мора да разговара као његов доктор и да треба да прича само о његовом садашњем стању. Након тога га позива да заједно са Лазом и Мишом дођу код њега и објасне му шта се тачно догодило. |                    |                                        |                               |                                                                |                     |
| 110 | 34                 | „Ствар порекла”                        | Срђан Микић и Станислав Симић | Неда Радуловић, Јелена Вуксановић, Неда Гојковић и Вида Басара | 2. децембар 2020.   |
| У Ургентни центар доводе болесницу за коју се испоставља да је Сарина мајка. Дамјан закључује да једна мајка злоставља децу, међутим, испоставља се да јој ћерка пати од јако тешке болести. Марта пролази кроз почетке трудноће. |                    |                                        |                               |                                                                |                     |
| 111 | 35                 | „Летње лудорије”                       | Срђан Микић и Станислав Симић | Неда Радуловић, Јелена Вуксановић, Неда Гојковић и Вида Басара | 3. децембар 2020.   |
| Како помоћи детету које живи без оба родитеља и стално мења хранитељске породице? Лана се везује за свог малог пацијента. Колико је велика љубав мајке према детету, показаће Мартина пацијенткиња која има менталних проблема, због којих пије лекове, али је спремна да уради све што је потребно, како јој не би узели дете. Мартина одлука о томе да ли да задржи трудноћу постаје све лакша. На помолу је романса. |                    |                                        |                               |                                                                |                     |
| 112 | 36                 | „Струја”                               | Срђан Микић и Станислав Симић | Неда Радуловић, Јелена Вуксановић, Неда Гојковић и Вида Басара | 8. децембар 2020.   |
| Сестра Марта не намерава да јави Немањи да је трудна. Њено разочарање због његовог одласка је велико. Алекса покушава да је наговори да Немањи ипак јави лепе вести. Нађа покушава да сазна зашто се Дамјан удаљио од ње и зашто њихова веза пропада. Разлог тражи у студенткињи Лани и позива је на разговор. Др. Максим Ускоковић као начелник Ургентног центра ради све како би колегама отежао рад, преиспитује њихове одлуке... Након посете са Алексом Радаком донео је закључке који се нису свима свидели. |                    |                                        |                               |                                                                |                     |
| 113 | 37                 | „Одговорне стране”                     | Срђан Микић и Станислав Симић | Неда Радуловић, Јелена Вуксановић, Неда Гојковић и Вида Басара | 9. децембар 2020.   |
| Четворо младих људи доживело је саобраћајну несрећу. Троје од њих довезено је у УЦ, док се за четвртом девојком трага. Сестра Марта не може да добије Немању и он још увек не зна да је Марта трудна. Однос између Симониде и Алексе постаје све дубљи и емотивнији. Дамјан сазнаје да је Лана зависница. Да ли јој може помоћи? |                    |                                        |                               |                                                                |                     |
| 114 | 38                 | „Упознавање тебе”                      | Срђан Микић и Станислав Симић | Неда Радуловић, Јелена Вуксановић, Неда Гојковић и Вида Басара | 10. децембар 2020.  |
| Сара Коларов проналази изгубљено дете на улици. Доводи га у УЦ, како би покушала да му помогне. Но, проблем је у томе што не може да му нађе родитеље. Марта доживљава велико изненађење: у њеном стомаку куца срце две бебе. Лана је престала да користи лек од којег је била зависна, али то утиче на њену концентрацију и ту почињу проблеми. Рефик сазнаје да ће Јасна одвести њиховог сина у иностранство; размишља да је спречи. |                    |                                        |                               |                                                                |                     |
| 115 | 39                 | „То ће Коларова”                       | Милан Тодоровић               | Неда Радуловић, Јелена Вуксановић, Неда Гојковић и Вида Басара | 15. децембар 2020.  |
| Марта је замало избегла смрт у несрећи која се десила у кафићу. У УЦ стижу пацијенти повређени услед несреће и ускоро неће бити више места за још пацијената услед чега ће настати колапс. Шта ће се десити кад се укључи противпожарни аларм и када је неопходна хитна евакуација пацијената? Димитрије Принцип жели да поднесе оставку на место директора УЦ. Кандидат за ово место је др Максим Ускоковић. Рефик је одлучио да тужи своју бившу жену, јер жели да одведе њиховог сина у иностранство. Ко ће однети победу у овој бици? |                    |                                        |                               |                                                                |                     |
| 116 | 40                 | „Последњи обреди”                      | Милан Тодоровић               | Неда Радуловић, Јелена Вуксановић, Неда Гојковић и Вида Басара | 16. децембар 2020.  |
| Алекса Радак остао је без мајке. Седам дана након сахране, враћа се на посао, али долази до проблема. Симонида је унапређена, али да ли је то оно што је желела, нарочито јер јој је Максим Ускоковић опет надређени. Нина Никчевић урадиће све како беба Никола не би био послат у дом за незбринуту децу. Рефик Петровић губи контролу над својим понашањем. |                    |                                        |                               |                                                                |                     |
| 117 | 41                 | „Радак пун зависти”                    | Милан Тодоровић               | Неда Радуловић, Јелена Вуксановић, Неда Гојковић и Вида Басара | 17. децембар 2020.  |
| Тиму Ургентног центра придружује се професор др Мешовић. Рефик се суочава са страшном могућношћу да Војин можда није његов син. Да ли му је Јасна то рекла само да би пристао да она одведе дете? Да ли ће доктори УЦ спасити дете од 16 година, које стиже без свести и са прострелном раном. У УЦ се појављује дечко који је пуцао на дете. Почиње пуцњава. |                    |                                        |                               |                                                                |                     |
| 118 | 42                 | „Греси очева”                          | Милан Тодоровић               | Неда Радуловић, Јелена Вуксановић, Неда Гојковић и Вида Басара | 22. децембар 2020.  |
| Да ли ће лекари УЦ успети да спасу дете које се отровало? Да ли ће преживети дечко који је покушао самоубиство? Поред свих тешких случајева са којим се сусрећу, хероји УЦ суочавају се и са својим личним изазовима. Зашто је у новинама изашао чланак који говори о корупцији у УЦ и зашто је Симонида у центру те бруке? Сукоб између др Мешовића и др Радака постаје све жешћи. Сестра Марта покушаће да спаси трудницу која угрожава своје и здравље своје бебе. |                    |                                        |                               |                                                                |                     |
| 119 | 43                 | „Истина и последице”                   | Милан Тодоровић               | Неда Радуловић, Јелена Вуксановић, Неда Гојковић и Вида Басара | 23. децембар 2020.  |
| Прасак у средњој школи. Много повређених средњошколаца стиже. Контролу је преузео др. Мешовић Притисак је превелики. Да ли ће Сара Коларов ипак увидети да је Алекса Радак све време био у праву за др. Мешовића. Марта се још увек бори за здравље трудне конобарице, међутим, сазнала је да она користи наркотике. Дамјан Мештеровић покушава да одржи своју сложену везу. Нина и Данило су се одлично снашли у улози родитеља свог усвојеног сина. Нина претерано брине, можда с' разлогом. |                    |                                        |                               |                                                                |                     |
| 120 | 44                 | „Мир дивљине”                          | Милан Тодоровић               | Неда Радуловић, Јелена Вуксановић, Неда Гојковић и Вида Басара | 24. децембар 2020.  |
| Велики пожар десио се у старачком дому. Стиже већи број повређених. Сара не може да одагна сумњу коју има у професионалне способности др Мешовића. Одлази у болницу у којој је др Мешовић радио пре него што је дошао у УЦ. Њена сазнања су гора него што је очекивала. Др Нина Никчевић одлучила је да напусти УЦ. Рефик одлучује да уради ДНК тест и сазна да ли је Војин његов син или је Јасна говорила истину. |                    |                                        |                               |                                                                |                     |
| 121 | 45                 | „Фолклор и око њега”                   | Катарина Живановић            | Неда Радуловић, Јелена Вуксановић, Неда Гојковић и Вида Басара | 29. децембар 2020.  |
| Убиство манекенке и покушај самоубиства. Симонида долази на лице места и сазнала да је дечко који је покушао самоубиство признао убиство своје девојке на друштвеним мрежама, али нико не зна где је тело убијене девојке. Лана Николић сусрела се са новим изазовом − шта ће се десити њеном болеснику који је на прагу срчаног удара, а отишао је из УЦ-а? Марта тешко подноси задње недеље трудноће. У једном тренутку, Марта се срушила. Ни посета наркоманки Марини у затвору није прошла најбоље. |                    |                                        |                               |                                                                |                     |
| 122 | 46                 | „Оркански висови”                      | Катарина Живановић            | Неда Радуловић, Јелена Вуксановић, Неда Гојковић и Вида Басара | 30. децембар 2020.  |
| Марти је пукао водењак на аутобуској станици, а никога нема у близини, али појавио се др Ковач па су зауставили такси, али су упали у гужву. Марта није могла да издржи, а трудови су постали све чешћи. Веза између Алексе и Симониде постаје све озбиљнија. |                    |                                        |                               |                                                                |                     |
| 123 | 47                 | „Како се одбија операција”             | Катарина Живановић            | Неда Радуловић, Јелена Вуксановић, Неда Гојковић и Вида Басара | 9. март 2021.       |
| Тамари је стигао проблематични пубертетлија који је пао низ степенице. У разговору са његовом мајком, морала је да открије њихове сумње да наркоманија није његов највећи проблем. Марта се брине за своју бебу којој температура расте. |                    |                                        |                               |                                                                |                     |
| 124 | 48                 | „Породичне ствари”                     | Катарина Живановић            | Неда Радуловић, Јелена Вуксановић, Неда Гојковић и Вида Басара | 10. март 2021.      |
| У Ургентни центар стигла је нова специјализанткиња Викторија коју неки знају и по старом имену. Сви су јој се обрадовали мада им је била необична њена промена имена. Праву добродошлицу пожелео јој је Дамјан. |                    |                                        |                               |                                                                |                     |
| 125 | 49                 | „Кад нема воде”                        | Катарина Живановић            | Неда Радуловић, Јелена Вуксановић, Неда Гојковић и Вида Басара | 16. март 2021.      |
| Дамјан и Викторија се не слажу око тога када да поштују правила, а када да их крше. |                    |                                        |                               |                                                                |                     |
| 126 | 50                 | „Вања долази”                          | Ненад Огњеновић               | Неда Радуловић, Јелена Вуксановић, Неда Гојковић и Вида Басара | 17. март 2021.      |
| Вања Кокотовић се вратила у УЦ, а Марта јој је пожелела добродошлицу. Сара се не осећа добро, али је наставила да ради. Тамара лечи дечака који има модрице по телу. Иако он тврди да су подливи последица туче са другом децом, испоставило се да је истина много језивија. |                    |                                        |                               |                                                                |                     |
| 127 | 51                 | „Буди и даље у мом срцу”               | Ненад Огњеновић               | Неда Радуловић, Јелена Вуксановић, Неда Гојковић и Вида Басара | 23. март 2021.      |
| Денис Савић, студент права, стиже у УЦ и жали се на главобољу и да му смета светлост. Примила га је докторка Лана којој све то личи на мигрену и предлаже му да му да лекове за главобољу. Ипак, ствари су се усложиле. Денис је почео да бунца и прича неповезано, а догађаји који су уследили били су застрашујући за све запослене у УЦ-у. |                    |                                        |                               |                                                                |                     |
| 128 | 52                 | „Смрт у породици”                      | Ненад Огњеновић               | Неда Радуловић, Јелена Вуксановић, Неда Гојковић и Вида Басара | 24. март 2021.      |
| Дамјан је у тешком стању након што га је избо ножем параноични болесник Денис. Колеге из УЦ-а дају од себе све да га спасу. У исто време и Денис има психотичан напад. Док се борба одвија на два фронта, поставља се и питање зашто такав болесник није био на прави начин обезбеђен. |                    |                                        |                               |                                                                |                     |
| 129 | 53                 | „Бити болесник”                        | Ненад Огњеновић               | Неда Радуловић, Јелена Вуксановић, Неда Гојковић и Вида Басара | 30. март 2021.      |
| Симонида се потресла када је ујутру у својој кући схватила да јој мајка током ноћи није била сама и посебно с ким је провела ноћ. Лука је био сведок саобраћајне несреће, када су кола ударила девојчицу која је излетела на коловоз, а возач побегао. Он јој је пружио сву помоћ, али озбиљна борба за њен живот тек почиње у болници. Да би му превили ране, у болници се појавио сам возач. То је била кап која је прелила чашу. |                    |                                        |                               |                                                                |                     |
| 130 | 54                 | „Под контролом”                        | Ненад Огњеновић               | Неда Радуловић, Јелена Вуксановић, Неда Гојковић и Вида Басара | 31. март 2021.      |
| Др Радак је био изненађен кад је у ходнику болнице угледао свог оца у колицима кога је довела хитна помоћ и сазнао да је тешко дисао и да је позвао хитну помоћ. Дамјан се радно укључио у једну операцију и упркос боловима које осећа покушава да помогне колегама. |                    |                                        |                               |                                                                |                     |
| 131 | 55                 | „Ваљане могућности”                    | Ненад Огњеновић               | Неда Радуловић, Јелена Вуксановић, Неда Гојковић и Вида Басара | 6. април 2021.      |
| У УЦ стижу два повређена болесника који су након саобраћајне несреће спремни да наставе обрачунавање у болници. Оцу Алексе Радака се стање погоршало и он све више губи стрпљење са својом болешћу. Тамара пребацује Дамјану да је направио велику грешку са једним болесником који им је стигао у јако тешком стању. |                    |                                        |                               |                                                                |                     |
| 132 | 56                 | „Недаће”                               | Коста Ђорђевић                | Неда Радуловић, Јелена Вуксановић, Неда Гојковић и Вида Басара | 7. април 2021.      |
| Максим је поставио ултиматум Луки: тражио је да након напорног дана остане у ноћној смени па ће му бити дужник ако то уради док у супротном увек може добити отказ. Алекса је схватио да има све веће проблеме са болесним оцем. У УЦ је стигла мајка са 5 деце која је поново трудна и намерном се изгладњује. Марта има недоумице око својих девојчица и дојења. |                    |                                        |                               |                                                                |                     |
| 133 | 57                 | „Најбржа година”                       | Коста Ђорђевић                | Неда Радуловић, Јелена Вуксановић, Неда Гојковић и Вида Басара | 13. април 2021.     |
| Др Сара се вратила са одмора. Њен повратак са одмора Максим је дочекао на нож. Дамјан се све теже носи са психичком кризом. Колеге су приметиле да више није онај стари, да је постао живчан, нетрпељив, а све се додатно усложило кад су ствари почеле да му се привиђају. Алекса Радак храбро носи своју бригу и покушава да разуме оца чије се стање погоршава. |                    |                                        |                               |                                                                |                     |
| 134 | 58                 | „Незавршени послови”                   | Коста Ђорђевић                | Неда Радуловић, Јелена Вуксановић, Неда Гојковић и Вида Басара | 14. април 2021.     |
| Алексин отац је поклонио Симониди огрлицу која има симболику и везана је за венчање. Немоћна да одбије човека на умору, она је прихватила. Марту муче проблеми, али ипак је са Луком почела да се одвија једна лепа љубавна прича. |                    |                                        |                               |                                                                |                     |
| 135 | 59                 | „Тако слатка туга”                     | Коста Ђорђевић                | Неда Радуловић, Јелена Вуксановић, Неда Гојковић и Вида Басара | 20. април 2021.     |
| Лука је изазвао Марту не би ли сазнао каква су њена права осећања према Немањи и добио је искрен одговор на који је и он искрено одговорио. Алекса је спровео припреме за сахрану оца, али је имао снаге да оснажи Марту да не одустаје од Луке. Особље УЦ-а се жали на Дамјанове промене расположења. |                    |                                        |                               |                                                                |                     |
| 136 | 60                 | „Упомоћ”                               | Коста Ђорђевић                | Неда Радуловић, Јелена Вуксановић, Неда Гојковић и Вида Басара | 21. април 2021.     |
| Због Дамјанових чудних промена понашања, колеге су одлучиле озбиљно да поразговарају са њим и пруже му подршку, али и објасне шта неће смети више да ради. Дамјан је побеснео и наставио да им се супротставља па је здравствена екипа УЦ-а пред питањем: Да ли да се обрате званично надлежнима? |                    |                                        |                               |                                                                |                     |
| 137 | 61                 | „Долазак кући”                         | Александра Елчић Челановић    | Неда Радуловић, Јелена Вуксановић, Неда Гојковић и Вида Басара | 27. април 2021.     |
| Максим је поново изазвао Рефика. С' једне стране похвалио је његов рад и хируршке способности, али с' друге критиковао његову оданост. Алекса је оперисао младића за ког је у почетку веровао да је лак случај. Током операције, стање се усложило и сви су схватили да губе болесника. Док је Алекса одлазио до пријемног да припреми мајку на најгоре, другари младића почели су да праве лом у УЦ-у. |                    |                                        |                               |                                                                |                     |
| 138 | 62                 | „Песак и вода”                         | Александра Елчић Челановић    | Неда Радуловић, Јелена Вуксановић, Неда Гојковић и Вида Басара | 28. април 2021.     |
| Максим је критиковао болесника који је прескочио дијализу. Рефик је био потресен кад је добио упутства од Максима да болесника шаљу кући без указане помоћи те да иде код свог изабраног лекара. Због овог случаја, инспектори су закуцали на Максимова врата. |                    |                                        |                               |                                                                |                     |
| 139 | 63                 | „Хаос напада”                          | Александра Елчић Челановић    | Неда Радуловић, Јелена Вуксановић, Неда Гојковић и Вида Басара | 4. мај 2021.        |
| Дамјан се вратио на посао у УЦ. Сара га је ипак обавестила да су уведена нова правила и да он неће добијати теже случајеве. Максим је стао на Дамјанову страну пребацујући Сари да она сноси одговорност за његову зависност. Због позивања инспекције рада, Максим се свети Рефику. |                    |                                        |                               |                                                                |                     |
| 140 | 64                 | „Петровићев повратак”                  | Александра Елчић Челановић    | Неда Радуловић, Јелена Вуксановић, Неда Гојковић и Вида Басара | 5. мај 2021.        |
| Рефик је бесан и покушава да нађе посао, али га неко блати по граду због чега пребацује Максиму Ускоковићу да је он за то одговоран. Лука је добио позив за састанак. У УЦ-у је сви поново на ногама јер је дошло до пуцњаве. |                    |                                        |                               |                                                                |                     |
| 141 | 65                 | „Шта је са Луком?”                     | Александра Елчић Челановић    | Неда Радуловић, Јелена Вуксановић, Неда Гојковић и Вида Басара | 11. мај 2021.       |
| После онога што је доживео од Максима Ускоковића, Рефик има жељу да свима покаже да је способан да води УЦ. Љубин љубавни живот је и даље турбулентан. Не зна како би требало да поступи. |                    |                                        |                               |                                                                |                     |
| 142 | 66                 | „Посета”                               | Катарина Живановић            | Неда Радуловић, Јелена Вуксановић, Неда Гојковић и Вида Басара | 12. мај 2021.       |
| У УЦ је стигла жена која тврди да је мајка Вање Кокотовић. Будући да Вања тврди да не познаје ту жену, њени сарадници су били убеђени да је посреди грешка и да жена има неки проблем. Рефик је приступио тешкој операцији која му је задала велике муке. |                    |                                        |                               |                                                                |                     |
| 143 | 67                 | „Спаси ме”                             | Катарина Живановић            | Неда Радуловић, Јелена Вуксановић, Неда Гојковић и Вида Басара | 18. мај 2021.       |
| Симониди је позлило два пута у истом дану. Дамјан је добио болесника за ког сумња да долази у УЦ само због тога што је навучен на лекове против болова. Алекса је доживео блокаду пред болесницом и одмах је отишао код колеге на преглед. Налази нису добри. |                    |                                        |                               |                                                                |                     |
| 144 | 68                 | „Болест и поремећај”                   | Катарина Живановић            | Неда Радуловић, Јелена Вуксановић, Неда Гојковић и Вида Басара | 19. мај 2021.       |
| Вањина мама није испунила обећање: болест ју је поново савладала и потпуно је изгубила разум за време посете УЦ. Након сазнања да ће постати отац, Алекса је покушао да настави са нормалним животом упркос чињеници да има тумор на мозгу. Од силних секирација и узбуђења и због напретка болести, он је у сред интервенције над болесником добио тежак напад и пао на под. |                    |                                        |                               |                                                                |                     |
| 145 | 69                 | „Тумор”                                | Катарина Живановић            | Неда Радуловић, Јелена Вуксановић, Неда Гојковић и Вида Басара | 25. мај 2021.       |
| Симонида на све начине покушава да допре до Алексе који се предаје без борбе. На њен наговор, они су отишли код још једног стручњака. Рефику је стигао мали болесник ког је пас изуједао по врату. Дечак је у мањем страху од повреда колико је у страху због очевог реаговања. Сарин предосећај је довео до разрешења случаја. Али, нажалост, предосећај са Дамиром ју је преварило. |                    |                                        |                               |                                                                |                     |
| 146 | 70                 | „Операција”                            | Катарина Живановић            | Неда Радуловић, Јелена Вуксановић, Неда Гојковић и Вида Басара | 26. мај 2021.       |
| У сред операције тумора на мозгу, Алекса је доживео епи напад па су лекари морали да сачекају како би наставили са операцијом. Симонида је била ван себе од страха али и туге коју осећа. После тешке саобраћајне несреће, екипа УЦ-а се бори за живот оца и сина. Отац није свестан да се несрећа догодила зато што је за воланом доживео срчани удар. Иако је Алексина операција прошла добро, ствари се изненада мењају. |                    |                                        |                               |                                                                |                     |

## Филмска екипа
- Продуцент: Горан Стаменковић
- Сценарио: Неда Радуловић 
 Јелена Вуксановић 
 Неда Гојковић 
 Вида Басара
- Директор фотографије: Радослав Владић 
 Рајко Ђукић
- Сценограф: Ана Милошевић 
 Јован Лојић
- Костим: Јелена Здравковић
- Монтажа: Дејан Луковић
- Редитељи 2 екипе:  Маша Шаровић 
 Растко Тадић
- Помоћници режије: Емилија Гајић 
 Доротеја Ковачевић 
 Никола Шошкић
- Редитељи: Катарина Живановић 
 Милан Тодоровић 
 Коста Ђорђевић 
 Станислав Симић 
 Ненад Огњеновић 
 Александра Елчић Челановић 
 Срђан Микић 
 Иван Јевтовић